# 中国文化报
中国文化报是由中华人民共和国文化和旅游部主管，中国文化传媒集团主办的文化艺术类报纸。

## 历史沿革
1986年1月24日，由中华人民共和国文化部主办的《中国文化报》创刊。它为对开四版，每周出版一期。报头题字集鲁迅墨迹。主要读者为广大文化工作者，兼顾社会各界群众。
2009年11月12日，中国文化报社整体转企改制，组建中国文化传媒集团有限公司。
2018年，中华人民共和国文化部、国家旅游局合并为中华人民共和国文化和旅游部。《中国文化报》的主管部门改为文化和旅游部。同年，报纸入选2017年全国百强报纸推荐名单。

## 机构设置
- 办公室
- 采访中心
- 编辑中心
- 专刊中心
- 周刊中心
- 特别报道部
- 经营中心（对外合作部）
- 考评部
- 记者站管理部